# Municipio de Grand Rapids (Ohio)
El municipio de Grand Rapids (en inglés: Grand Rapids Township) es un municipio ubicado en el condado de Wood en el estado estadounidense de Ohio. En el año 2010 tenía una población de 1607 habitantes y una densidad poblacional de 44,58 personas por km².

## Geografía
El municipio de Grand Rapids se encuentra ubicado en las coordenadas 41°23′53″N 83°50′48″O / 41.39806, -83.84667. Según la Oficina del Censo de los Estados Unidos, el municipio tiene una superficie total de 36.04 km², de la cual 34,92 km² corresponden a tierra firme y (3,13 %) 1,13 km² es agua.

## Demografía
Según el censo de 2010, había 1607 personas residiendo en el municipio de Grand Rapids. La densidad de población era de 44,58 hab./km². De los 1607 habitantes, el municipio de Grand Rapids estaba compuesto por el 96,58 % blancos, el 0,56 % eran afroamericanos, el 0,37 % eran amerindios, el 0,19 % eran asiáticos, el 0,68 % eran de otras razas y el 1,62 % eran de una mezcla de razas. Del total de la población el 3,05 % eran hispanos o latinos de cualquier raza.